# Roháč (Sulowski)
Roháč (803 m n.p.m.) – szczyt w północnej części Sulowskich Wierchów na Słowacji.

## Położenie, ukształtowanie
Roháč (zwany tu Sulowskim, w odróżnieniu od innych szczytów tej nazwy, z czego kilku jeszcze w samych Górach Strażowskich) leży w głównym grzbiecie Sulowskich Skał otaczającym Kotlinę Sulowską. Wyznacza miejsce, w którym grzbiet ten, biegnący z zachodu od szczytu Brada, skręca zdecydowanie ku południowi. Od następnych szczytów we wschodnim ramieniu Sulowskich Skał oddzielony jest przełęczą Roháčske sedlo, od szczytu Brada oddziela go przełęcz Pod Roháčom.
Roháč to szczyt mało wybitny, w całości porośnięty lasem, bez większych formacji skalnych, które licznie występują niżej, na znacznie rozczłonkowanych stokach. Na południowo-zachodnim zboczu góry znajduje się jaskinia Šarkania diera.

## Turystyka
Przez szczyt biegnie żółty szlak turystyczny z miejscowości Lietavská Závadka do wsi Súľov-Hradná w Kotlinie Sulowskiej. Punktami ważnymi dla turystów z uwagi na węzły szlaków znakowanych są grzbiet Roháča ok. 300 m na zachód od jego wierzchołka (zwany Roháč-Čiakov lub Pod Roháčom, 718 m) oraz wyraźna przełączka ok. 500 m na południe od wierzchołka (Roháčske sedlo, 692 m).